# Tsirang
Tsirang (Dzongkha: རྩི་རང་རྫོང་ཁག་; Wylie: Rtsi-rang rdzong-khag; ibland Chirang) är ett av Bhutans tjugo distrikt (dzongkha). Huvudstaden är Damphu. 
Distriktet har cirka 18 667 invånare på en yta av 641 km². (2005)

## Administrativ indelning
Distriktet är indelat i tolv gewog:
- Barshong Gewog
- Beteni Gewog
- Dunglegang Gewog
- Goseling Gewog
- Kikhorthang Gewog
- Mendrelgang Gewog
- Patale Gewog
- Phutenchhu Gewog
- Rangthangling Gewog
- Semjong Gewog
- Tsholingkhar Gewog
- Tsirangtoe Gewog